# 딥 스테이트
딥 스테이트(영어: deep state) 또는 심층국가(深層國家)는 국가의 정치적 리더십과 독립적으로 운영되어 자체 의제와 목표를 추구하는 잠재적으로 비밀스럽고 승인되지 않은 권력 네트워크로 구성된 일종의 정부이다. 대중적으로 사용되는 이 용어는 압도적으로 부정적인 의미를 담고 있으며 종종 음모론과 연관된다.
도널드 트럼프 대통령 재임 기간 동안 "딥 스테이트"라는 용어는 주로 미국에서 확고한 직업 관료 또는 공무원이 기관의 권한과 의회 법령에 따라 행동하는 "영구 정부"를 설명하는 데 사용되었다. 행정부와 갈등을 빚고 있다.

## 같이 보기
- 수퍼피셜 스테이트(superficial state, 표층국가/表層國家)
- 흑막
- 제5열
- 비자유 민주주의
- 킹메이커
- 쿠데타
- 군사독재
- 군산 복합체
- 정치기계
- 괴뢰정권
- 그림자 정부 (음모론)